# Адян Сергій Іванович
Адян Сергій Іванович (вірм. Սերգեյ Իվանովիչ Ադյան; 1 січня 1931, Кущі — 5 травня 2020, Москва) — радянський та вірменський математик. Професор Московського державного університету, відомий своїми роботами у теорії груп, особливо над задачею Бернсайда.

## Біографія
Адян народився у Єлизаветполі. Він зростав у вірменській родині. Навчався у Єреванському та Московському педагогічних університетах. Його науковим керівником був Петро Новіков. Він працював у Московському державному університеті з 1965 року. Олександр Разборов є одним з його учнів.